# 横内寿八郎
横内 寿八郎（よこうち じゅはちろう、1917年 - 2002年8月1日）は、日本の医師。国立病院機構東名古屋病院元院長。長野県生まれ。

## 来歴
1933年（昭和8年）旧制松本第二中学（現長野県松本県ヶ丘高等学校）卒業。旧制松本高等学校理科を経て、1941年（昭和16年）九州帝国大学医学部を卒業。1971年（昭和46年）、国立療養所中部病院を経て、国立病院機構東名古屋病院院長を務めた。
1986年、勲二等瑞宝章を受章。2002年8月1日、多臓器不全のため死去。

## 人物
当時、寿八郎のもとで医師を務めた加古健は、名古屋大学第二外科同門会誌「素友」に起稿した「横内寿八郎先生を偲んで」の中で寿八郎の人柄を偲んでいる。
「昭和53年4月に国立東名古屋病院に小生は赴任致しました。その時の病院長が横内寿八郎先生でありました。当時病院は付属リハビリテーション学院の開院に向けて院内での検討が盛んになされておりました。先生は院長として毎週火曜日の朝8時半から早朝医長会を催し、学院開院に向けて懸案事項の細部にまで医長達の意見をめておられた。しかし先生は自ら決められた結論を既にお持ちだったようで、それでも自らのご意見は殆ど発言されないまま、衆議をその結論に誘導していくという姿勢で臨んでおられたように思われました。成る程、長たる者はこのような手法で全体を導き、統率していくものなのかと教えられた思いを持ったものです。このような経緯を踏めば周囲も左程極端に異質な意見を主張するわけではないから、結論は纏まるべき所に落ち着いていき、しかも衆議の結果であるから周囲もその結論に向けて大いに努力することになる。長として衆意を纏める手法の一つであると感じさせられた一コマでありました。（中略）東名古屋病院には、「横内寿八郎記念梅林公園」があります。」

## 著書・共編著
- 『肺結核に対する肺切除の檢討』 横内寿八郎著[6]